# Blue Cheer

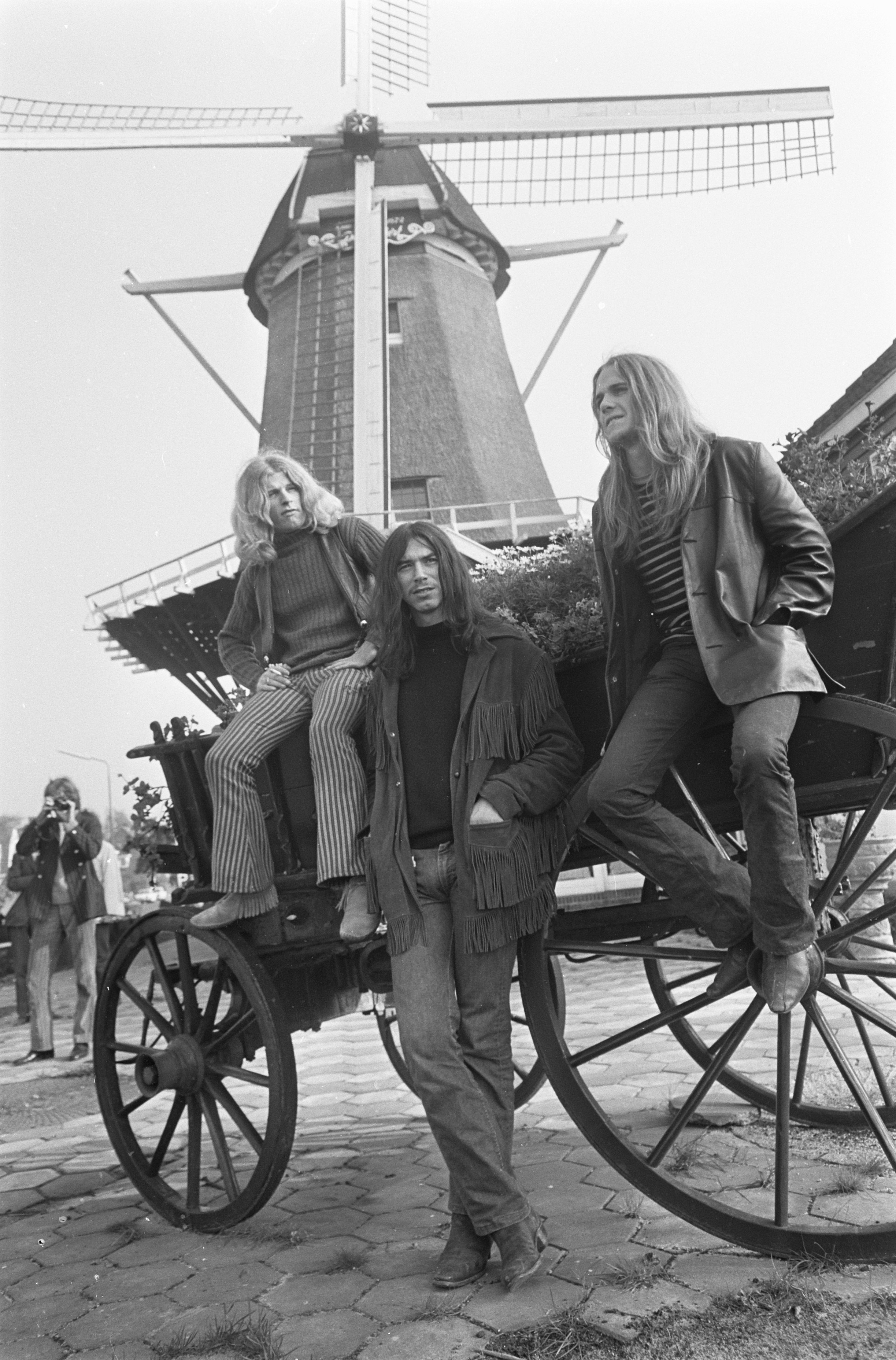
Blue Cheer in Amstelveen in 1968.

Blue Cheer was een rockband uit San Francisco uit de late jaren 60 van de 20e eeuw, aanvankelijk bestaande uit Richard Peterson (bas en zang), Leigh Stephens (gitaar en zang), en Paul Whaley (drums). De band heeft diverse albums uitgebracht, waarvan de bekendste (en eerste) Vincebus Eruptum, Outside Inside, and New! Improved! zijn. Blue Cheer wordt vooral nog herinnerd vanwege hun cover (1968) van Summertime Blues (nummer 14 in de Billboard Hot 100 en nummer 1 in de Nederlandse hitlijsten), geschreven door rock-'n-rollers Jerry Capeheart en Eddie Cochran (een hit in 1958).
Blue Cheer speelde destijds ongewoon hard en wordt wel gezien als een van de voorlopers van de heavy metal en hardrock. De naam Blue Cheer staat voor een soort LSD, die weer genoemd was naar een destijds populair wasmiddel. In de jaren tachtig en negentig kwam de band diverse keren weer bij elkaar. Vanaf 1999 tot 2009 bestond Blue Cheer uit Peterson, Whaley en Duck McDonald. Het overlijden van Richard Peterson in 2009 maakte aan deze reünie definitief een einde.

## NPO Radio 2 Top 2000
| Nummer met noteringen in de NPO Radio 2 Top 2000 | '99 | '00 | '01 | '02 | '03  | '04 | '05  | '06  | '07  | '08  | '09  | '10  | '11  |
| ------------------------------------------------ | --- | --- | --- | --- | ---- | --- | ---- | ---- | ---- | ---- | ---- | ---- | ---- |
| Summertime Blues                                 | 970 | 768 | -   | 972 | 1058 | 950 | 1028 | 1322 | 1317 | 1180 | 1727 | 1674 | 1765 |

1. ↑  Een '-' betekent dat het nummer niet was genoteerd en een vetgedrukt getal geeft de hoogste notering aan.
2. ↑  Deze tabel is bijgewerkt tot en met de laatste editie (2024).